# Zilla qinghaiensis
Zilla qinghaiensis là một loài nhện trong họ Araneidae.
Loài này thuộc chi Zilla. Zilla qinghaiensis được Hsen Hsu Hu miêu tả năm 2001.